# Хоенштајн-Ернстал
Хоенштајн-Ернстал (њем. Hohenstein-Ernstthal) град је у њемачкој савезној држави Саксонија. Једно је од 33 општинска средишта округа Цвикау. Према процјени из 2010. у граду је живјело 15.980 становника. Посједује регионалну шифру (AGS) 14524120.

## Географски и демографски подаци
Хоенштајн-Ернстал се налази у савезној држави Саксонија у округу Цвикау. Град се налази на надморској висини од 355 метара. Површина општине износи 18,3 km². У самом граду је, према процјени из 2010. године, живјело 15.980 становника. Просјечна густина становништва износи 872 становника/km².

## Међународна сарадња
| Мјесто    | Држава    | Врста сарадње | Од    |
| --------- | --------- | ------------- | ----- |
|           | Француска | контакт       | 1969. |
| Велинград | Бугарска  | контакт       | 2000. |
| Извор     |           |               |       |